# 永遠の人
『永遠の人』（えいえんのひと）は、1961年9月16日に日本で公開された映画。
1961年度、芸術祭参加作品。木下恵介が自ら脚本を書き、監督を務めた。前年『旗本愚連隊』にて顔見せ出演した田村正和は、この作品が本格的デビューとなった。
1962年に第34回アカデミー賞外国語映画賞にノミネートされた。

## スタッフ
- 監督・脚本・製作：木下惠介
- 製作：月森仙之助
- 撮影：楠田浩之
- 音楽：木下忠司
- 美術：梅田千代夫
- 編集：杉原よ志
- 録音：大野久男
- スチル：堺謙一
- 照明：豊島良三
- フラメンコギター：ホセ勝田
- 唱：宇井あきら
- 助監督 : 吉田喜重[6]

## キャスト
- さだ子：高峰秀子
- 川南隆：佐田啓二
- 小清水平兵衛：仲代達矢
- さだ子の父・草二郎：加藤嘉
- 隆の兄・力造：野々村潔
- 平兵衛の父・平左衛門：永田靖
- 越沼：浜田寅彦
- 隆の妻・友子：乙羽信子
- 平兵衛の息子・栄一：田村正和
- 平兵衛の息子・守人：戸塚雅哉
- 平兵衛の娘・直子：藤由紀子
- 隆の息子・豊：石濱朗
- 駐在のお巡り：東野英治郎